# Saint-Rémy-du-Val
Saint-Rémy-du-Val è un comune francese di 583 abitanti situato nel dipartimento della Sarthe nella regione dei Paesi della Loira.

## Società

### Evoluzione demografica
Abitanti censiti